# Оскар Устари

Оскар Алфредо Устари (на испански: Óscar Alfredo Ustari; р. 1986 г.) е аржентински футболист, вратар. Играе в Интер Маями в американската Мейджър Лийг Сокър.
Роден е на 3 юли 1986 г. в Америка, провинция Буенос Айрес, има две сестри и двама братя. Започва да играе на 4 години, отначало като полузащитник, но по-късно се преквалифицира като вратар. Играе в отбора на Клуб Атлетико Ривадавия в детското първенство преди да премине в Индепендиенте на 14-годишна възраст. Прави дебют в майсторската група на аржентинското първенство през 2005 г.
Вратар на националния отбор по футбол за младежи, който печели световното първенство в тази възрастова група през 2005 г. в Холандия. Преди това играе на световното първенство за юноши до 17 г. във Финландия през 2003 г. и на южноамериканското първенство за младежи в Колумбия през 2005 г. Участник на СП '06 в Германия.